# Pedal Release System
Il Pedal Release System (o PRS) è un dispositivo di sicurezza ideato e brevettato dalla Casa automobilistica tedesca Opel durante la prima metà degli anni novanta.

## Descrizione

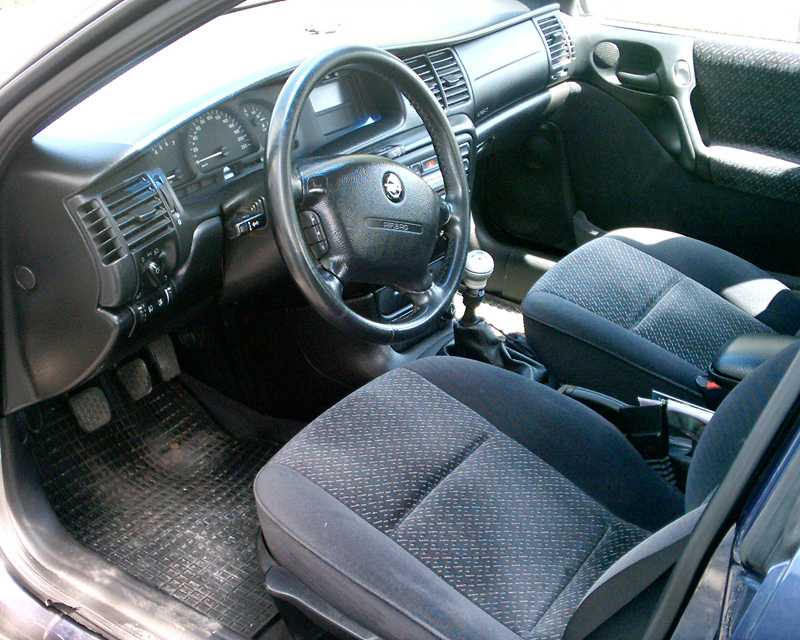
Abitacolo di una Vectra B: si intravede la pedaliera, per la prima volta munita di dispositivo PRS

Il PRS è un dispositivo che, in caso di urto frontale, permette di sganciare il pedale del freno e della frizione dalla loro sede, in maniera tale da prevenire l'urto delle gambe del conducente contro di essa, urto che potrebbe avere conseguenze gravi, come una frattura ad una tibia o ad un piede. Tale distacco avviene tramite un sistema di leveraggi.

La Opel ha montato questo dispositivo per la prima volta nel 1995 sull'allora neonata Vectra B. In seguito tale dispositivo ha finito per equipaggiare anche tutti gli altri modelli a venire.

In seguito, anche altre Case hanno sviluppato un sistema analogo.